# Заслуженный работник бытового обслуживания населения Российской Федерации
Почётное звание «Заслуженный работник бытового обслуживания населения Российской Федерации» исключено из государственной наградной системы Российской Федерации.

## Основания для присвоения
Почётное звание «Заслуженный работник бытового обслуживания населения Российской Федерации» присваивалось высокопрофессиональным работникам предприятий, объединений, учреждений, организаций за заслуги в оказании бытовых услуг населению, разработке и внедрении прогрессивной техники и технологии, новых видов услуг, сырья, материалов, новых форм и методов обслуживания, расширении и укреплении материально-технической базы предприятий и их экологической безопасности, повышении уровня подготовки кадров и работающим в области бытового обслуживания населения 15 и более лет.

## Порядок присвоения
Почётные звания Российской Федерации присваиваются указами Президента Российской Федерации на основании представлений, внесённых ему по результатам рассмотрения ходатайства о награждении и предложения Комиссии при Президенте Российской Федерации по государственным наградам.

## История звания

### 1992 год
После изменения наименования государства с «Российская Советская Федеративная Социалистическая Республика» на «Российская Федерация» в наименовании почётного звания «Заслуженный работник бытового обслуживания населения РСФСР» аббревиатура РСФСР была заменена словами Российской Федерации, при этом сохраняло силу Положение о почётном звании, утверждённое Указом Президиума Верховного Совета РСФСР от 11 марта 1977 года «Об установлении почётного звания заслуженного работника бытового обслуживания населения РСФСР», в котором говорилось:
Почётное звание заслуженного работника бытового обслуживания населения РСФСР присваивается высококвалифицированным работникам предприятий, объединений, научно-исследовательских, проектно-конструкторских учреждений и организаций бытового обслуживания населения Министерства бытового обслуживания населения РСФСР, других министерств и ведомств СССР и РСФСР, работающим в области бытового обслуживания населения не менее 15 лет, особо отличившимся в выполнении плановых, производственных заданий и социалистических обязательств, внедрении новых видов услуг, прогрессивных форм и методов обслуживания, совершенствовании и дальнейшем развитии материально-технической базы отрасли, повышении экономической эффективности производства, качества оказываемых услуг и культуры обслуживания населения, в деле подготовки квалифицированных кадров.
С 1992 года почётное звание присваивалось указами Президента Российской Федерации.

### 1995 год
Указом Президента Российской Федерации от 30 декабря 1995 года № 1341 «Об установлении почётных званий Российской Федерации, утверждении положений о почётных званиях и описания нагрудного знака к почётным званиям Российской Федерации» было установлено почётное звание «Заслуженный работник бытового обслуживания населения Российской Федерации» (с отменой Указа Президиума Верховного Совета РСФСР от 11 марта 1977 года).
Тем же указом было утверждено Положение о почётном звании.

### 2010 год
Почётное звание «Заслуженный работник бытового обслуживания населения Российской Федерации» упразднено Указом Президента Российской Федерации от 7 сентября 2010 года № 1099 «О мерах по совершенствованию государственной наградной системы Российской Федерации».

## Присвоение звания после упразднения
После упразднения 7 сентября 2010 года звания его было удостоено ранее представленное к почётному званию лицо (Указ Президента Российской Федерации от 10 сентября 2010 года № 1121).

## Нагрудный знак
Нагрудный знак имеет единую для почётных званий Российской Федерации форму и изготавливается из серебра высотой 40 мм и шириной 30 мм. Он имеет форму овального венка, образуемого лавровой и дубовой ветвями. Перекрещенные внизу концы ветвей перевязаны бантом. На верхней части венка располагается Государственный герб Российской Федерации. На лицевой стороне, в центральной части, на венок наложен картуш с надписью — наименованием почётного звания.
На оборотной стороне имеется булавка для прикрепления нагрудного знака к одежде. Нагрудный знак носится на правой стороне груди.